# What/If
What/If – amerykański internetowy serial  (dramat thriller, antologia), którego twórcą jest Mike Kelley.
Wszystkie 10 odcinków pierwszej serii zostało udostępnionych  10 maja 2019 roku na platformie Netflix.

## Fabuła
Serial opowiada o Anne Montgomery, która daje niemoralną propozycję młodemu małżeństwu Donovan.

## Obsada

### Główna
- Jane Levy jako Lisa Ruiz-Donovan[2]
- Blake Jenner jako Sean Donovan[3]
- Keith Powers jako Todd Archer[4]
- Samantha Marie Ware jako Angela Archer[4]
- Juan Castano jako Marcos Ruiz[4]
- Dave Annable jako dr Ian Evans[5]
- Saamer Usmani jako Avery Watkins[4]
- Daniella Pineda jako Cassidy Barrett[6]
- John Clarence Stewart jako Lionel
- Louis Herthum jako Foster[5]
- Renée Zellweger jako Anne Montgomery[7]

### Role drugoplanowe
- Derek Smith jako Kevin,[8]
- Nana Ghana jako Sophie[8]
- Monique Kim jako Miles[8]
- Allie MacDonald jako Maddie Carte
- Gabriel Mann jako Gage Scott
- Julian Sands jako Liam Strom
- David Barrera jako Javi Ruiz
- Margarita Franco jako Malena Ruiz
- Kristen Hager jako Laura
- Ludwig Manukian jako Gabriel
- Marissa Cuevas jako Christine

## Odcinki
| #  | Tytuł         | Reżyseria                    | Scenariusz                      | Premiera w Netflix | Premiera w Netflix Polska |
| -- | ------------- | ---------------------------- | ------------------------------- | ------------------ | ------------------------- |
| 1  | Pilot         | Phillip Noyce                | Mike Kelley                     | 24 maja 2019       | 24 maja 2019              |
| 2  | What Now      | Phillip Noyce                | Mike Kelley                     | 24 maja 2019       | 24 maja 2019              |
| 3  | What Happened | Russell Fine                 | David Graziano                  | 24 maja 2019       | 24 maja 2019              |
| 4  | What Drama    | Jessika Borsiczky            | Robin Wasserman                 | 24 maja 2019       | 24 maja 2019              |
| 5  | What Next     | Fernando Coimbra, Jill Maxcy | Blair Singer                    | 24 maja 2019       | 24 maja 2019              |
| 6  | What History  | Joanna Kerns                 | Brenna Kouf                     | 24 maja 2019       | 24 maja 2019              |
| 7  | What Ghosts   | David Rodriguez              | Elizabeth Benjamin              | 24 maja 2019       | 24 maja 2019              |
| 8  | What Secrets  | Maggie Kiley                 | Blair Singer, Mike Kelley       | 24 maja 2019       | 24 maja 2019              |
| 9  | WTF           | J. Miller Tobin              | David Graziano, Robin Wasserman | 24 maja 2019       | 24 maja 2019              |
| 10 | What Remains  | Randy Zisk                   | Mike Kelley                     | 24 maja 2019       | 24 maja 2019              |

## Produkcja
17 sierpnia 2018 roku platforma Netflix ogłosiła zamówienie pierwszego sezon serialu od  Mika Kelleya, w którym główną rolę otrzymała Renée Zellweger
.
W tym samym miesiącu do obsady dołączyli: Jane Levy i Blake Jenner
.
We wrześniu 2018 roku do obsady thrllera dołączyli: Samantha Ware, Juan Castano, Keith Powers, Saamer Usmani, Louis Herthum oraz Dave Annable.
W grudniu 2018 roku poinformowano, że obsada dramatu powiększyła się o:Danielle Pinede, Nane Ghana, Monique Kim i Dereka Smitha.